# Tatort: Borowski und der vierte Mann
Borowski und der vierte Mann ist ein Fernsehfilm aus der Krimireihe Tatort und wurde am 26. Dezember 2010 auf Das Erste erstgesendet. Es ist die 16. Folge mit dem Kieler Ermittler Klaus Borowski und die 785. Tatort-Folge insgesamt. Borowski muss eine Mordserie aufklären, bei der lediglich jeweils ein abgetrennter Körperteil des Opfers aufgefunden wird.

## Handlung
In einem Waldstück findet Wildhüter Timo Pross in einer Bärenfalle den abgetrennten Fuß eines Mannes. Borowski fällt auf, dass der Fuß sichtbar abgelegt wurde und der zugehörige Schuh ziemlich teuer war. Auf dem Landgut Berbecke, zu dessen Land das Waldstück gehört, finden sich Freunde zusammen, die alle wohlhabend sind und angeblich das Wochenende über ausspannen wollen. Borowski sucht die Gesellschaft auf. Der Gastgeber, Christian Berbecke, ist angeblich auf Geschäftsreise, sodass im Raum steht, dass der Fuß Berbecke gehören könnte. Borowski findet heraus, dass die Freunde sich nicht zum Ausspannen, sondern zur Jagd getroffen haben. Die Leute behaupten, Hasen jagen zu wollen, doch Borowski findet auf dem Landgut einen Bären in einem Käfig, sodass klar ist, dass es der Jagdgesellschaft um eine illegale Bärenjagd ging. Unterdessen wird der Fuß als der von Christian Berbecke identifiziert. Er wurde postmortal amputiert. Kurz darauf findet ein Kürschner eine abgetrennte Hand, auch diese wurde postmortal amputiert, stammt aber von einer anderen Leiche.
Die Hand gehört einem Gerber namens Schormengen, der ebenfalls bei der illegalen Jagd dabei war. Borowski spricht noch einmal mit Maja Stevens, der Cousine von Berbecke. Diese erzählt ihm von einem Jagdunfall vor ein paar Jahren, bei dem Pross ein Bein verlor. Er trägt seither eine Prothese. Sie vermutet, dass er Berbecke und Schormengen getötet habe, weil er ihnen die Schuld am Verlust seines Beines gebe. In Schormengens Wohnung findet der Kommissar eine Aufzeichnung, die auf ein Pyramidensystem verweist. In der Pyramide sind Buchstaben als Namenskürzel eingezeichnet. Mithilfe seines ehemaligen Kollegen Jochen aus dem Betrugsdezernat, der ihn zufällig in diesen Tagen aufgesucht hatte, weil er nach Frieda Jung sucht, in die er ebenso wie Borowski verliebt war und der von den laufenden Ermittlungen erfahren hat, entschlüsselt Borowski, dass Berbecke und ein weiterer Mann weit oben in der Pyramide gestanden und somit viel Geld verdient haben. Unter Schormengen, der an dritter Stelle stand und jemanden werben musste, steht der Buchstabe „Z“. Borowski findet heraus, dass Schormengen einen Schachfreund namens Zaumer für das System anwerben konnte. Der Kommissar und seine Beamten vermuten in ihm den Serienmörder, der alles verloren hat und sich nun rächen wollte. In seinem Bestattungsunternehmen trifft Borowski ihn nicht an, bekommt aber den Hinweis, dass er für einige Kunden extra große Särge angefertigt habe. Borowski vermutet dort die verschwundenen Leichen und wird tatsächlich fündig.
Die Jagdgesellschaft, die weiterhin Pross für den Täter hält, versucht, diesen loszuwerden, indem sie ihn zur Bärenjagd einlädt und ihn den Bären erschießen lassen will. Ihr Plan ist, ihn auf der Jagd zu töten und es als Unfall oder aber, im Falle eines Angriffs, als Notwehr darzustellen. Die schwangere Frau eines Jagdteilnehmers informiert Borowski, er erreicht das Waldgebiet, als zwei Mitglieder der Jagdgesellschaft Pross ins Visier nehmen und auf ihn schießen. Pross wiederum zielt mit der Armbrust auf Borowski, weil er den Kommissar für den Angreifer hält. Borowski kann ihn aber überwältigen. Der Kommissar hat zuvor herausgefunden, dass ein Gustav Euler an der Spitze der Pyramide stand. Als die Beamten bei Euler eintreffen, ist er bereits tot und sein Kopf abgetrennt. Am Tatort wird Zaumer vorgefunden und verhaftet. Er gesteht die ersten beiden Morde, streitet aber den dritten ab. Borowski glaubt ihm.
Eine alte Bewertung der Polizeipsychologin Frieda Jung über seinen ehemaligen Kollegen Jochen, in der empfohlen wurde, Jochen aus dem Polizeidienst zu entlassen, bringt Borowski auf die Spur des dritten Mordes. Der Kommissar sucht Jochen auf und konfrontiert ihn damit, dass Euler sein größter Fall gewesen sei, er sich aber, als er ihm die Liste präsentiert habe, angeblich nicht an diesen Namen erinnert habe. Borowski verhaftet Jochen wegen Mordes an Euler. Dieser gesteht die Tat. Er tötete Euler, weil er ihn nie wegen seiner betrügerischen Aktivitäten stellen konnte. Aufgrund der Mordserie wollte er Euler so töten, dass der Verdacht auf den Serienmörder fallen musste.

## Hintergrund
Gedreht wurde in Kiel, Kellinghusen, am Gut Wulfshagen in Tüttendorf und in Krummwisch in Schleswig-Holstein. Der Film wurde vom Studio Hamburg und dem Norddeutschen Rundfunk produziert. Die Drehbuchvorlage lieferte der schwedische Star-Krimi-Autor Henning Mankell, der mit Borowski-Darsteller Axel Milberg befreundet war.

## Rezeption

### Einschaltquoten
Die Erstausstrahlung von Borowski und der vierte Mann am 26. Dezember 2010 wurde in Deutschland von insgesamt 7,07 Millionen Zuschauern gesehen und erreichte einen Marktanteil von 20,8 Prozent für Das Erste.

### Kritik
Die Kritiker der Fernsehzeitschrift TV Spielfilm sprachen von einem „cool konstruiert[en], inszeniert[en] und besetzt[en]“ TV-Krimi und fassten ihre Kritik wie folgt zusammen: „So entspannt gab sich das Böse selten“. Für Humor, Anspruch und Action wurde jeweils ein Punkt von drei möglichen gegeben, für Spannung zwei.
Rainer Tittelbach von Tittelbach.tv sprach von einem faszinierenden Krimi, in dem die Figuren mehr seien als Funktionen in einem rätselhaften Leichen-Puzzle. Tittelbach urteilte: „Den neuen ‘Tatort’ aus Schleswig-Holstein umweht ein Hauch Schweden-Krimi. Das alltägliche Grauen wird existenzialistisch überhöht und in einen psychologisch wie soziologisch stimmigen Mikrokosmos eingepflanzt.“